# Uschakowka (Kaliningrad)
Uschakowka (russisch Ушаковка, deutsch Kampken, Kampkenhöfen sowie Damm) ist ein Ort in der russischen Oblast Kaliningrad. Er gehört zur kommunalen Selbstverwaltungseinheit Stadtkreis Polessk im Rajon Polessk. Die Ortsstelle Kampken ist verlassen.

## Geographische Lage
Uschakowka liegt zwölf Kilometer nordwestlich der Stadt Polessk (Labiau) am Südufer des Kurischen Haffs und ist über eine Nebenstraße zu erreichen, die von Slawjanskoje (Pronitten) über Nikitowka (Lablacken) und Rybkino (Annenhof) direkt nach hier führt. Slawjanskoje ist auch die nächste Bahnstation an der Bahnstrecke Kaliningrad–Sowetsk (Königsberg–Tilsit).

## Geschichte

### Kampken
Kampken liegt direkt an der Haffküste und bestand bis 1945 aus mehreren kleinen Höfen. Der Ort wurde am 16. Oktober 1909 aus den Vorwerken Kampken mit Kampkenhöfen gebildet, die zum Gutsbezirk Lablacken (heute russisch: Nikitowka) gehörten und ausgegliedert wurden. Bis 1945 gehörte Kampken zum Amtsbezirk Lablacken. im Kreis Labiau im Regierungsbezirk Königsberg der preußischen Provinz Ostpreußen. Im Jahre 1910 zählte die Landgemeinde Kampken 84 Einwohner
Am 30. September 1928 vergrößerte sich Kampken um die Gutsbezirke Fischer-Taktau (heute russisch: Ijulskoje) und Damm (heute auch: Uschakowka), die beide eingemeindet wurden. Die Einwohnerzahl stieg bis 1933 auf 186 und betrug 1939 schon 219.
Im Jahre 1945 kam Kampken in Kriegsfolge mit dem nördlichen Ostpreußen zur Sowjetunion.

### Kampkenhöfen
Der kleine Ort Kampkenhöfen liegt unmittelbar an der Küste und war vor 1945 mit einem 300 Meter weit in das Haff gebauten Molenhafen versehen. Als Wohnplatz zu Kampken war der Ort in seiner Geschichte mit der Muttergemeinde verbunden und wurde wie diese 1945 der Sowjetunion zugeordnet.

### Damm
Der kleine Gutsort Damm wurde am 16. Oktober 1909 aus dem Vorwerk Damm des Gutsbezirks Lablacken (heute russisch: Nikitowka) heraus gebildet und in den Amtsbezirk Lablacken im Kreis Labiau im Regierungsbezirk Königsberg der preußischen Provinz Ostpreußen einbezogen. Im Jahre 1910 zählte der Gutsbezirk Damm 55 Einwohner. Seine Eigenständigkeit verlor das Dorf am 30. September 1928, als es in die Landgemeinde Kampken (heute russisch auch: Uschakowka) eingemeindet wurde. Im Jahre 1945 erfolgte die Zuordnung zur Sowjetunion.

### Uschakowka
Die drei ehemaligen Orte Kampken, Kampkenhöfen und Damm wurden 1947 unter der russischen Bezeichnung „Uschakowka“ zusammengefasst. Gleichzeitig wurde Uschakowo in den Dorfsowjet Slawjanski selski Sowet im Rajon Polessk eingegliedert. Von 2008 bis 2016 gehörte der Ort zur Landgemeinde Turgenewskoje selskoje posselenije und seither zum Stadtkreis Polessk.

## Kirche
Mit ihrer überwiegend evangelischen Bevölkerung waren die drei Küstendörfer Kampken, Kampkenhöfen und Damm bis 1945 in das Kirchspiel der Kirche Groß Legitten eingepfarrt. Es gehörte zum Kirchenkreis Labiau in der Kirchenprovinz Ostpreußen der Kirche der Altpreußischen Union. Heute liegt Uschakowka weiterhin im Bereich der jetzt Kirche Turgenewo genannten Parochie, die in den 1990er Jahren neu entstand. Sie ist eine Filialgemeinde der Auferstehungskirche in Kaliningrad (Königsberg) innerhalb der Propstei Kaliningrad der Evangelisch-lutherischen Kirche Europäisches Russland.